# Schnaudertal
Schnaudertal – miejscowość i gmina w Niemczech, w kraju związkowym Saksonia-Anhalt, w powiecie Burgenland, wchodzi w skład gminy związkowej Droyßiger-Zeitzer Forst. Najbardziej na południe położona gmina kraju związkowego.
Gmina powstała 1 stycznia 2010 z połączenia dwóch gmin: Bröckau oraz Wittgendorf.